# Соколя (Золочевский район)
Соколя (укр. Соколя) — село в Бусской городской общине Золочевского района Львовской области Украины.
Население по переписи 2001 года составляло 693 человека. Занимает площадь 3,108 км². Почтовый индекс — 80510. Телефонный код — 3264.